# Concert de Gaudí

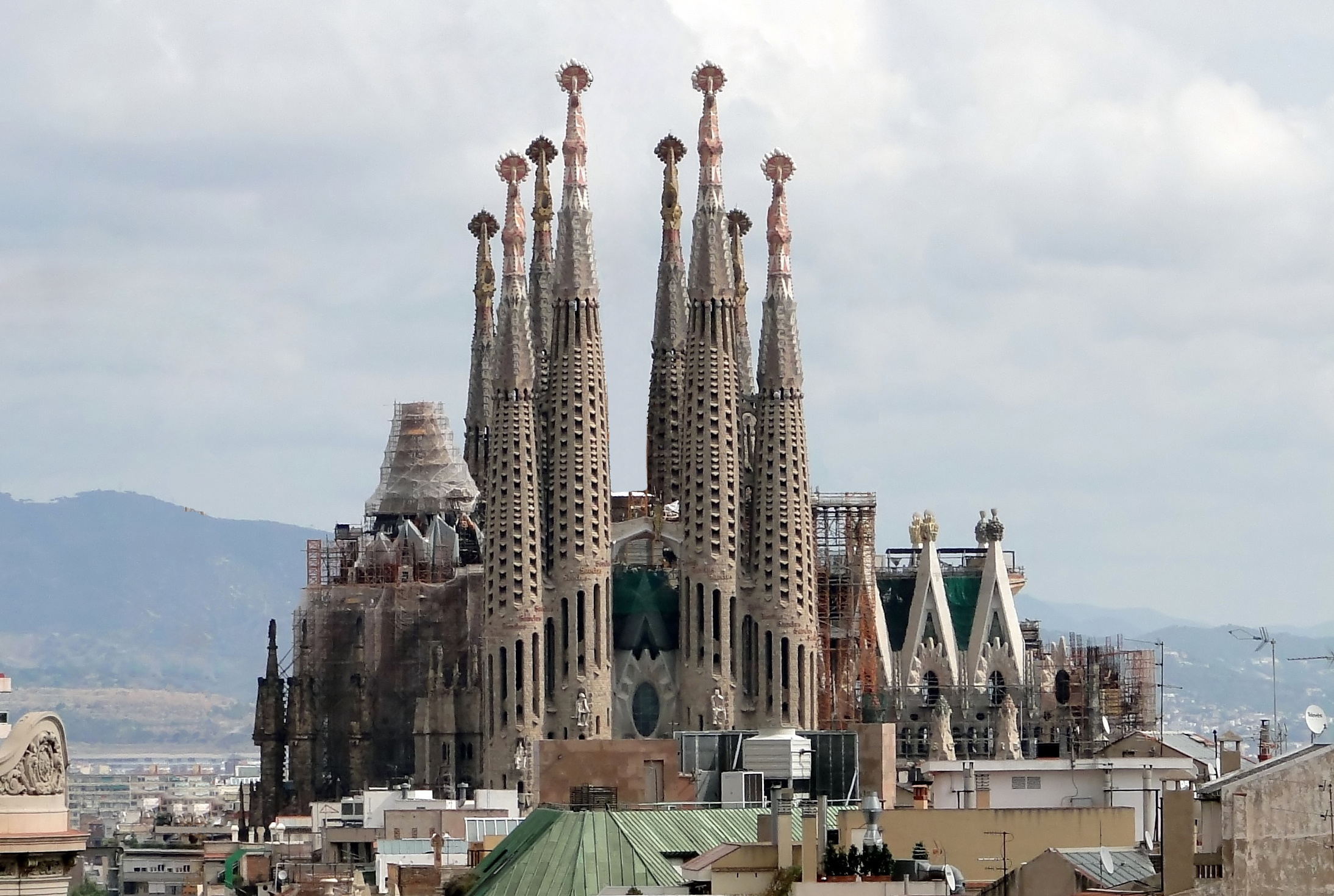
El Concert de Gaudí es va inspirar en les obres de l'arquitecte català Antoni Gaudí com la Sagrada Família de Barcelona (a la foto).

El Concert de Gaudí és un concert per a guitarra clàssica i orquestra del compositor nord-americà Christopher Rouse. L'obra va ser encarregada conjuntament per "Norddeutscher Rundfunk" i l'Orquestra Simfònica de Dallas per al guitarrista Sharon Isbin, amb aportacions addicionals de Richard i Jody Nordlof, a qui està dedicada la peça. Es va completar l'1 d'agost de 1999 i es va estrenar a Hamburg, el 2 de gener de 2000, amb Isbin i l'"Orchester Norddeutscher Rundfunk" dirigida pel director Christoph Eschenbach. La peça va rebre posteriorment el premi Grammy 2002 a la millor composició clàssica contemporània.

## Composició
Estructura
El Concert de Gaudí té una durada aproximada de 25 minuts i es compon en tres moviments:
- Allegro
- Largo sereno
- Svolazzante

Influències
La peça es va inspirar en l'obra de l'arquitecte català Antoni Gaudí, després del qual es titulà el concert. Rouse va escriure sobre aquesta inspiració a les notes del programa de partitures, dient:
| « | <"En concebre un concert de guitarra, els meus pensaments es van dirigir immediatament a la gran tradició espanyola de la música per a aquest instrument i em va semblar lògic mostrar la meva admiració per aquesta tradició en la meva pròpia composició. Al seu torn, això em va portar a reflexionar sobre l'obra de l'extraordinari arquitecte català Antoni Gaudí, d'aquí el títol en català del concert. El que sempre m'ha cridat l'atenció de Gaudí és la seva combinació per excel·lència espanyola de surrealisme i misticisme, i em vaig esforçar per incloure aquests elements en aquesta partitura. Amb aquest objectiu, vaig utilitzar aquella música que la majoria podria reconèixer com a arquetípicament espanyola (el flamenc) com a fonament de la partitura. Després vaig procedir a "fondre", "doblegar" i, en cas contrari, transformar aquest material en quelcom que esperava que fos musicalment similar a la forma en què Gaudí prendria un disseny tradicional i hi afegiria fantàstics tocs fantasmagòrics per fer-lo diferent de l'obra de qualsevol altre arquitecte. Com a resultat, hi ha una qualitat intencionadament "desenfocada" en el llenguatge musical de la meva peça, que va des de la tonalitat tradicional clara fins a la música de cromatisme substantiu."> | » |

Instrumentació
El Concert de Gaudí està puntuat per a guitarra solista i orquestra que consta de dues flautes (segon petit doblet), dos oboès, dos clarinets, dos fagots, dues trompes, dues trompetes, tres trombons, arpa, celesta, timbals, tres percussionistes (tamborí, tenor) tambor, bombo, castanyoles, bloc de fusta, rute, plater suspès, plateret xinès, triangle, tam-tam, xilòfon, marimba i plats antics) i cordes.

## Recepció
Tim Smith, de "The Baltimore Sun", va elogiar l'obra i va escriure:
| « | <"Des de les primeres mesures percussives, és clar que el flamenc està molt en la ment de Rouse. Dona a la guitarra molts riffs de flamenc, propulsa gran part de la música amb ritmes flamencs. Passionalment lírica melodies i algunes progressions harmòniques grans, sucoses i tradicionals també ajuden a donar a l'obra un sabor passat de moda. Però el compositor afegeix una gran quantitat de la seva pròpia espècia a la barreja, creant un concert amb una personalitat distintiva. "Daniel Buckley de Tucson Citizen va escriure:" La silenciosa i reflectant a l'encanteri i la misteriosa, la partitura del 1999 presenta una bella escriptura tant per a l'instrument solista com per a l'orquestra. L'orquestració és íntima i exòtica, però directa i preciosa en el seu suport tonal". John Henken, del "Los Angeles Times", va elogiar l'equilibri de la peça i va escriure: "En el primer moviment, això semblava significar un collage de gestos guitarrístics, més desolador que surrealista. El moviment lent, però, és encantat, preciosa joia de textura i ton. El final, amb les seves notes doblegades de blues i una gran cadència, és el més obertament demostratiu".> | » |

 Gramophone va declarar que la peça era "tan espectacular i poc convencional com la catedral del seu epònim a Barcelona" i va afegir: "És potser la més notable treball escrit encara per a guitarra i orquestra."